# Simon Dawlat
Simon Dawlat est un entrepreneur français né à Paris en 1984, fondateur d’AppGratis, un service d’informations sur les applications mobiles. Après le déréférencement par Apple du service, il crée la société Batch, spécialisée dans la gestion de la relation client. 

## AppGratis
En 2007, Simon part faire un stage dans la Silicon Valley. Il y restera 2 ans, et travaillera pour CreativeFeed puis pour Sonim Technologies.
Il lance en 2009 AppGratis, une lettre d’information quotidienne dédiée aux applications mobiles. Fin 2009, plus de 20 000 personnes sont abonnées. Le modèle évolue progressivement pour devenir un média décliné sur différents supports.[réf. nécessaire]
La société emploie près de 100 personnes de 12 nationalités différentes à Paris et reçoit en décembre 2012 un soutien financier de 10 millions d’euros de la part d’Iris Capital et du fonds Orange & Publicis.

### Retrait d'Apple et cessation d'activités
En avril 2013, AppGratis est retirée de l’App Store d’Apple pour violation des règles relatives à la promotion et au marketing des applications mobiles. Le 15 février 2017, AppGratis cesse ses activités.

### Controverse
Une enquête sur AppGratis est menée afin de déterminer si l’application avait un impact sur la classement des applications des App Store. Cette enquête a incité la ministre française de l'industrie numérique, Fleur Pellerin, à se prononcer en faveur d'une réglementation plus stricte sur l'équité et la stabilité des plateformes de distribution numérique.

## D'AppGratis à Batch.com
En avril 2013, suite au déréférencement de l’application AppGratis,, signant pour la startup une phase de décroissance suivie d’un « pivot » vers un nouveau projet, Batch.com, dès 2014. Le service AppGratis sera définitivement fermé 4 ans plus tard, en février 2017. 
En 2018 le « pivot » vers Batch est réussi,. La société retrouve en quelques mois de la rentabilité.
Simon Dawlat est également business angel auprès de jeunes sociétés internet (notamment dans Wit.AI).